# Patata di Posina
La Patata di Posina (pomme de terre de Posina) est une production italienne de pommes de terre, cultivée dans la région de Vénétie, qui bénéficie de l'appellation « Produits agroalimentaires traditionnels » (PAT) (appellation italienne non reconnue au niveau européen).

## Histoire
La culture d'une pomme de terre à la peau violacée serait attestée depuis la fin du XVIIIe siècle dans la région de Vicence. Dans un ouvrage  publié en 1820 et intitulé « Memorie Istoriche dei Sette Comuni Vicentini » (mémoires historiques des sept communes vicentines), l'abbé Agostino dal Pozzo de Rotzo a suggéré la culture de la pomme de terre dans la région pour suppléer à l'insuffisance des récoltes de céréales. Une tradition de la pomme de terre s'est maintenue depuis lors dans la région malgré des conditions difficiles dans le val Posina (rareté des terrains cultivable et faible profondeur des sols).
La patata di Posina est citée dans une publication de 1885 (extraite de l' Ateneo Veneto du doct. Pasqualigo) parmi les produits échangés avec la vallée de Terragnolo.
En 1942, Enrico Avanzi, directeur de l'institut agricole de San Michele all’Adige, spécialiste de génétique agricole, signale l'existence à Posina d'une variété autochtone de pomme de terre, la patata Posenata, variété qui n'est plus cultivée au début du XXIe siècle, supplantée par des cultivars modernes.

## Caractéristiques

### Variétés
Les variétés de pommes de terre cultivées pour la production de la « Patata di Posina » sont principalement la 'Bintje', la 'Désirée' et la 'Kennebec', et accessoirement un faible pourcentage de 'Spunta', 'Lisetta' et 'Primura'.

### Aire de production
L'aire de production de la patata di Posina s'étend en principe sur toute l'étendue de la vallée de Posina située dans la province de Vicence, et plus particulièrement dans le territoire des communes de Posina, Laghi, Arsiero et Tonezza .

## Utilisation et promotion
Dans la région, cette pomme de terre est employée dans la préparation de deux recettes locales typiques, les gnocchi di Posina, gnocchis généralement assaisonnés de beurre fondu et de ricotta fumée, et la polenta impatatà, polenta à base de pommes de terre cuites et écrasées avec un peu d'huile et de farine de maïs.
Une confrérie, la Confraternita del gnoco de patate delle convalli di Posina, Astico e Altopiano di Tonezza, se charge de valoriser la production de la pomme de terre de Posina et des gnocchis préparés dans la tradition locale. Elle participe notamment à la festa del Gnoco qui se tient à Arsiero chaque année à la fin du mois d'août.
Chaque année en automne, est célébrée la Festa della Patata Naturale dell'Alto Astico e di Tonezza, fête gastronomique qui consiste notamment en dégustations dominicales de gnocchis accompagnés de cinq sauces différentes dans des restaurants de la région.